# Gardien de but (football)
Cet article concerne les gardiens de but de football. Pour les positions similaires dans d'autres sports collectifs, voir Gardien de but.

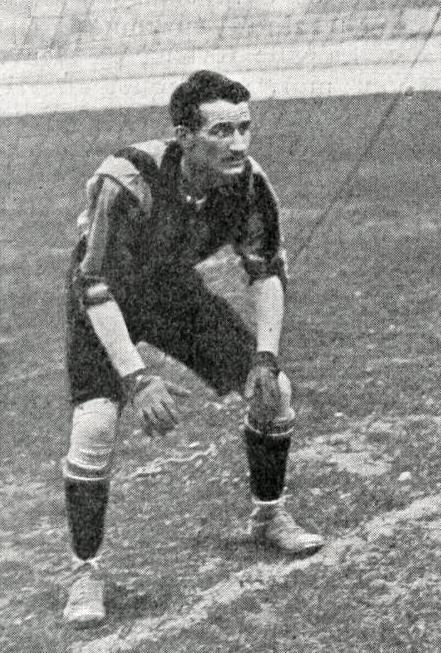
Henri Beau, gardien de but français lors de France-Corinthians FC, le 16 avril 1904 au Parc des Princes.

Au football, le gardien de but, aussi familièrement appelé goal, est le joueur chargé de protéger le but de son équipe, de sorte que le ballon n'en franchisse pas la ligne
Dans la surface de réparation de son camp, il a le privilège de pouvoir utiliser toutes les parties de son corps pour manier le ballon, contrairement aux autres joueurs de son équipe présents sur le terrain ; il peut aussi évoluer sur les autres parties du terrain, alors avec les mêmes restrictions que les autres joueurs. Le poste de gardien de but est  très difficile car une erreur peut très vite coûter un but.
S'il touche le ballon intentionnellement de la main ou du bras hors de sa surface de réparation, il est, comme le seraient tous les autres joueurs, coupable d'une faute d'anti-jeu et, passible d'une sanction (carton jaune ou rouge).
Dernier rempart entre le ballon et la ligne de but de son équipe, le gardien occupe en conséquence un poste essentiel.
Historiquement, il joue de plus en plus en position de libéro (dernier défenseur, donc vers la fin de sa surface de réparation) quand tout danger est écarté, autrement dit en général lorsque le ballon se trouve dans l’autre moitié du terrain.

## Spécificités du gardien de but et tendances
Il doit se distinguer de ses coéquipiers par un maillot différent.
Outre ses qualités physiques (détente, réflexes), son caractère et son savoir-faire ont un rôle important : il doit pouvoir faire preuve d'autorité (crier pour réorganiser sa défense lors d'une offensive adverse, pour placer son mur avant un coup franc, etc.) et s'imposer (sorties aériennes au cours d'un corner). On a ainsi souvent l'image d'un gardien « bouillonnant », avec par exemple l'Allemand Oliver Kahn.

### Tendances
Son rôle a évolué ces dernières années, pour accompagner un football de plus en plus rapide. Il doit savoir relancer proprement et précisément, des deux pieds si possible, en jeu court ou long, et être le premier contre-attaquant si possible. Son rôle a surtout changé au niveau de la technique balle au pied et de la précision de ses relances.

### Équipement spécifique

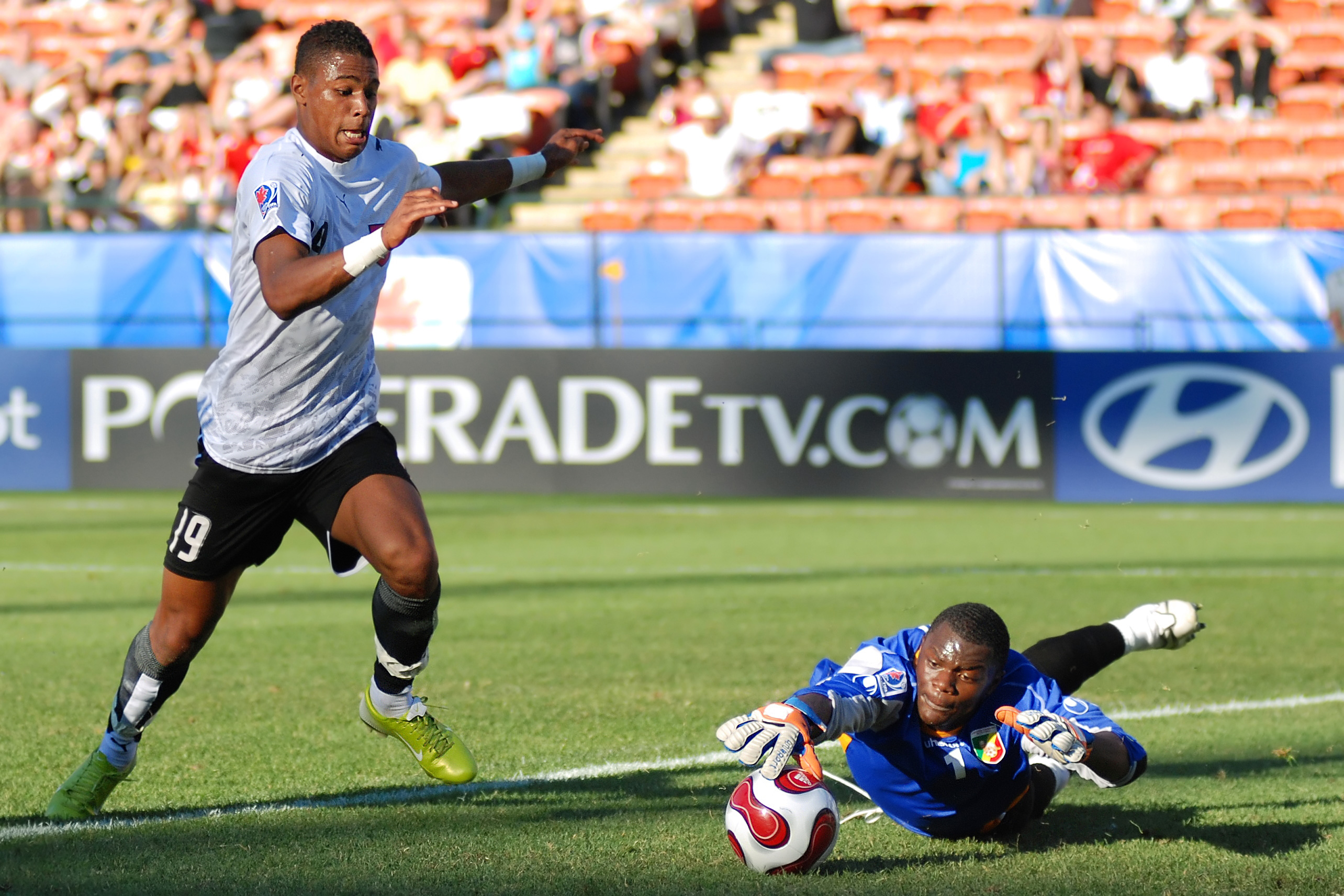
Arrêt d'un gardien de but, face à un attaquant.

Outre les chaussures à crampon et les protège-tibias communs à tous les joueurs, le gardien dispose de quelques accessoires spécifiques destinés à lui faciliter la tâche :
- les gants : indispensables, ils servent à la fois de protection aux mains contre les ballons de forte puissance (ou pour les dégagements aux poings) et de support permettant une meilleure prise de balle qu'à mains nues et par différents temps (souvent grâce à un revêtement en latex) ;
- les maillots et/ou pantalons/shorts rembourrés : ces vêtements sont rembourrés aux endroits les plus susceptibles de faire mal à la retombée d'un plongeon, à savoir les coudes, les genoux, le haut des cuisses, etc. Le gardien hongrois Gábor Király est célèbre pour avoir porté durant sa carrière des pantalons de survêtement ;
- des genouillères/coudières (matelassées ou double peau) : pour atténuer les traumatismes des articulations. Elles sont notamment utilisées sur les terrains en mauvais état (cailloux ou mauvaises herbes). Les genouillères sont fortement recommandées pour les entraînements et en match chez les jeunes ;
- le casque : assez rare, il est néanmoins utilisé par le gardien tchèque Petr Čech depuis le 20 janvier 2007 en raison d'une fracture du crâne causée par un choc lors d'un match le 14 octobre 2006. Avec cet accident (qui touche également Carlo Cudicini qui avait remplacé Čech lors du match), des gardiens professionnels se sont déclarés non opposés au port systématique ou recommandé du casque (entre autres, l'Allemand Jens Lehmann). Ce casque en textile et mousse est homologué par la FIFA ;
- une casquette : fort utile quand le soleil est de face voire rasant et quand des projecteurs sont dirigés vers les buts. La casquette protège aussi d'une pluie forte, offrant un confort visuel et évitant d'avoir à s'essuyer le visage avec les gants matelassés peu commodes.

### Gestes techniques

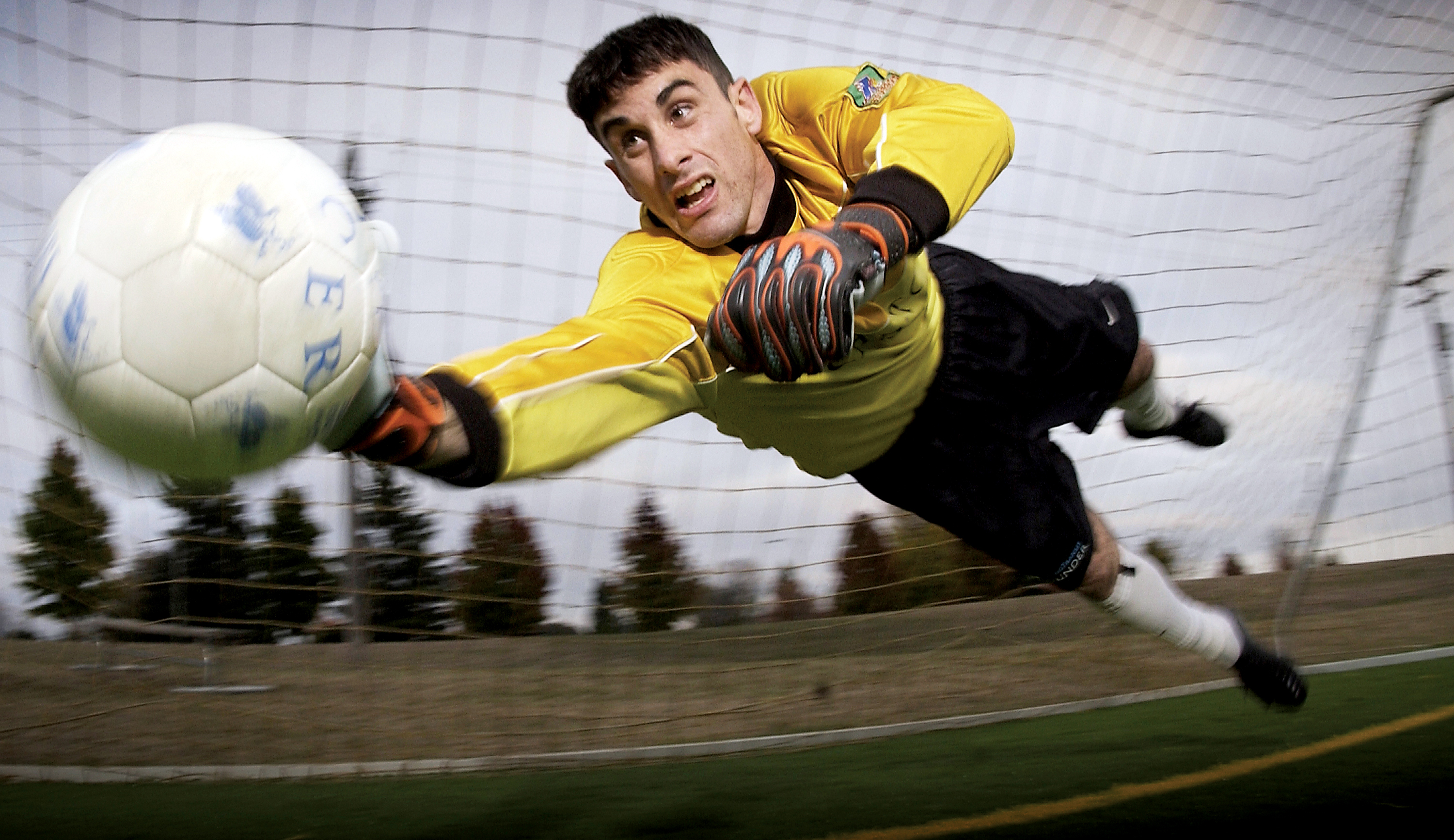
Plongeon d'un gardien de but.

Avoir de bons réflexes et de la détente ne garantissent pas l'inviolabilité du but (balle renvoyée en plein milieu d'adversaires déchaînés devant un but vide...). Au cours d'un match, le gardien peut être amené à réaliser certains gestes techniques, qu'ils lui soient ou non exclusivement réservés. Voici un aperçu des principaux gestes presque toujours exécutés par le gardien :
- pour saisir au mieux la balle, il est conseillé de donner une forme en W ou en triangle aux doigts autour du ballon (les pouces jouent un rôle prépondérant). Cela évite par exemple que le ballon, glissant ou trop puissant, ne passe à travers des mains écartées. Dans la mesure du possible, placer le corps sur la trajectoire du ballon, en plus des mains, est une assurance supplémentaire ;
- on peut aussi former une « niche » avec les bras et une partie du ventre pour y réceptionner sûrement la balle ;
- le gardien peut bien sûr recevoir une passe de ses coéquipiers. Cependant, si la passe est effectuée avec le pied, il ne peut pas se saisir du ballon avec les mains ;
- le gardien réalise aussi la traditionnelle « claquette » qui consiste à claquer le ballon en dehors de la cage à l'aide d'une main.

## Sorties marquantes
Comme indiqué plus haut, le gardien de but est parfois amené à prendre le risque de sortir, que ce soit pour chercher une balle aérienne lors d'un corner ou pour chercher le ballon dans les pieds d'un attaquant isolé et trop avancé. Le risque de cette action, en plus de la possibilité du contournement du gardien par l'attaquant, est notamment physique. Voici quelques actions qui ont plus ou moins marqué le football.

### Thomson et English
Le 5 septembre 1931, le jeune gardien du Celtic Glasgow, John Thomson, âgé de 22 ans seulement, percuta très violemment, lors d'un Old Firm (le derby opposant le Celtic aux Rangers), le genou de Sam English, attaquant des Rangers. Transporté à l'hôpital, il décéda quelques heures plus tard. Ce choc a définitivement marqué l'histoire du football écossais et des Old Firm.

### Schumacher et Battiston
Le 8 juillet 1982 à Séville, au cours de la demi-finale de la Coupe du monde opposant la France à l'Allemagne de l'Ouest, Patrick Battiston se présente seul devant les buts de l'allemand Harald Schumacher. Ce dernier sort à la rencontre du milieu français et, après le tir de Battiston (un lob qui manque de peu le cadre), vient le percuter violemment au visage avec sa hanche. Battiston s'écroule, perd trois dents lors du choc et a une vertèbre  fracturée. Il reste sonné pendant plusieurs minutes. Le gardien n'est pas averti par l'arbitre néerlandais Charles Corver.

### Coup du scorpion
René Higuita est devenu célèbre lors du match amical entre l'équipe d'Angleterre et la Colombie (0-0) à Wembley le 6 septembre 1995. Sur un centre-tir de l'anglais Jamie Redknapp et alors que le ballon se dirige vers son but, Higuita plonge vers l'avant et propulse le ballon hors de la surface à l'aide de ses talons. Cet arrêt spectaculaire fut baptisé le coup du scorpion.

### Blessure de Cech
Le 14 octobre 2006, lors d'un match Chelsea contre Reading, Petr Čech, gardien tchèque, est blessé à la tempe lors d'une collision avec Stephen Hunt à la première minute de jeu. Sorti sur son côté droit, il se couche et saisit la balle mais sa tempe est violemment heurtée par le genou de son adversaire. Il ne rejouera qu'à partir du 20 janvier 2007, avec un casque destiné à empêcher une autre blessure qui pourrait être fatale. Au cours du même match que celui qui vit l'accident arrivé à Cech, c'est son remplaçant, Carlo Cudicini, qui subit un choc (avec Ibrahima Sonko) lors d'un corner, alors qu'il avait repoussé la balle du poing. Inconscient, il est évacué peu avant la fin du match. Ce sera finalement John Terry qui terminera le match en tant que gardien.

## Gardiens de but célèbres

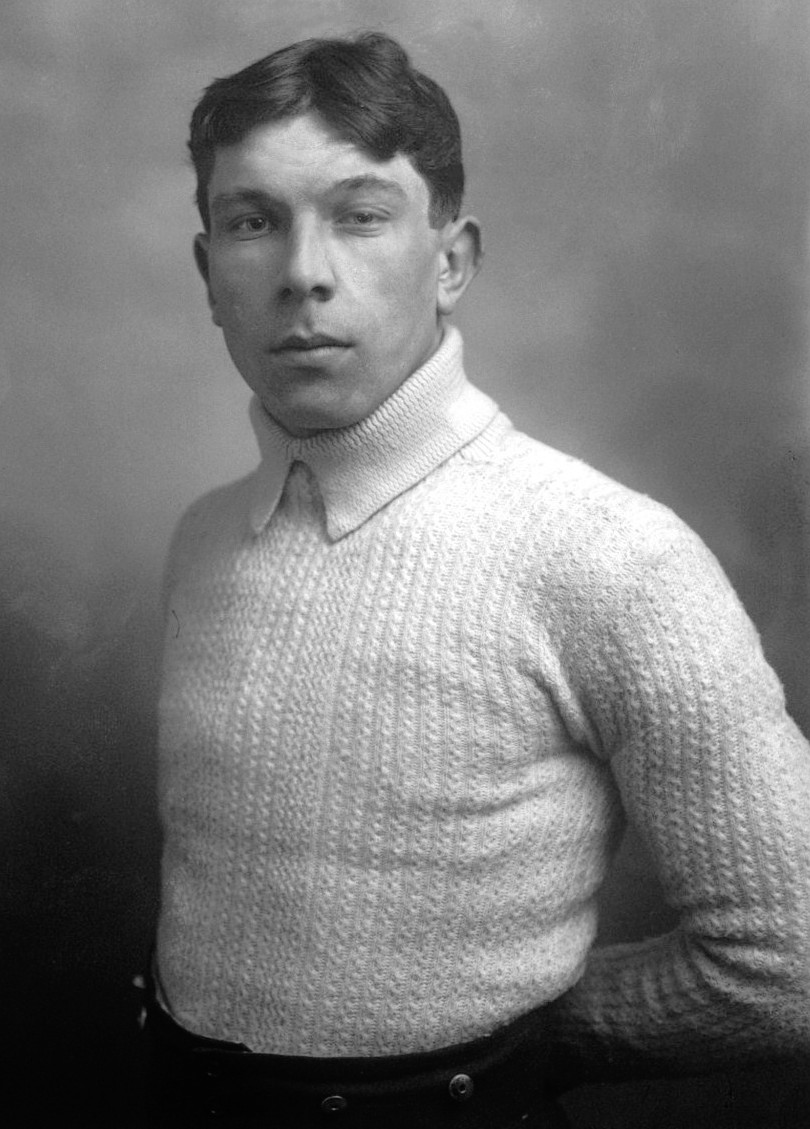
Pierre Chayriguès en 1913.

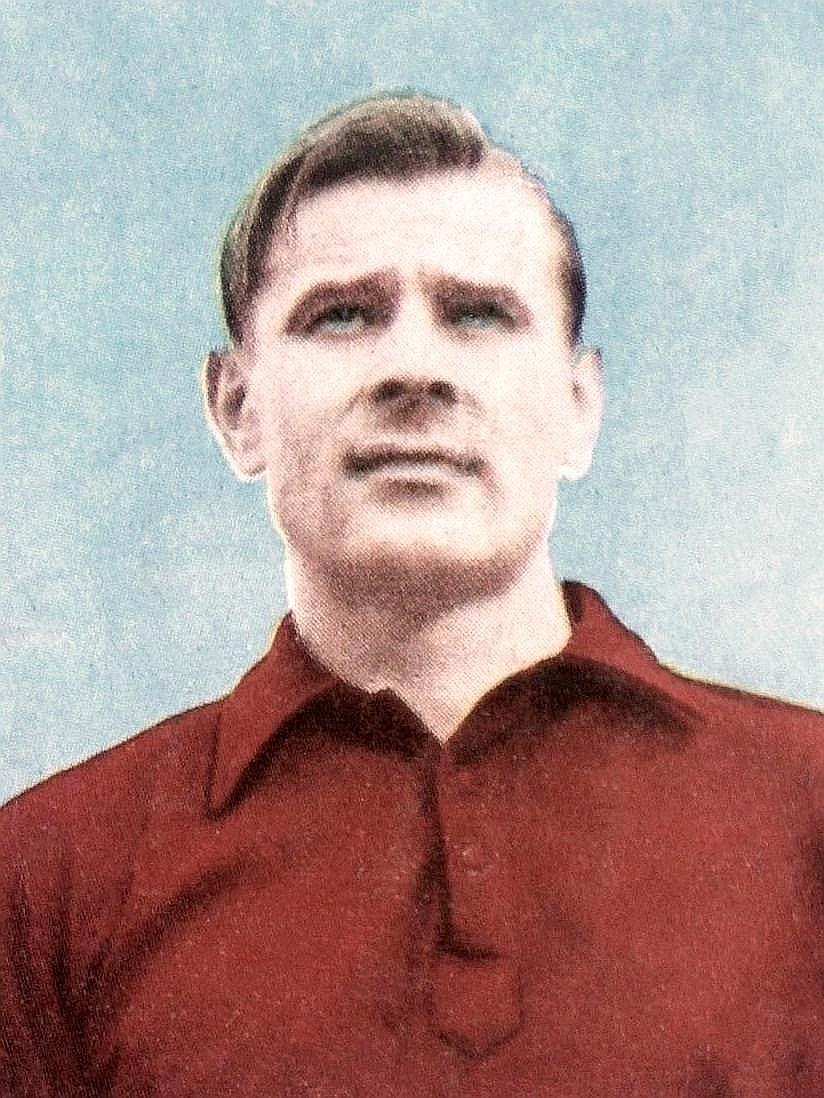
Lev Yachine, seul gardien à avoir gagné un ballon d'or.

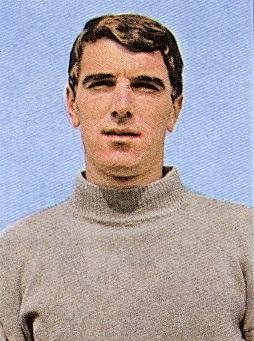
Dino Zoff en 1964 (professionnel durant 22 saisons).

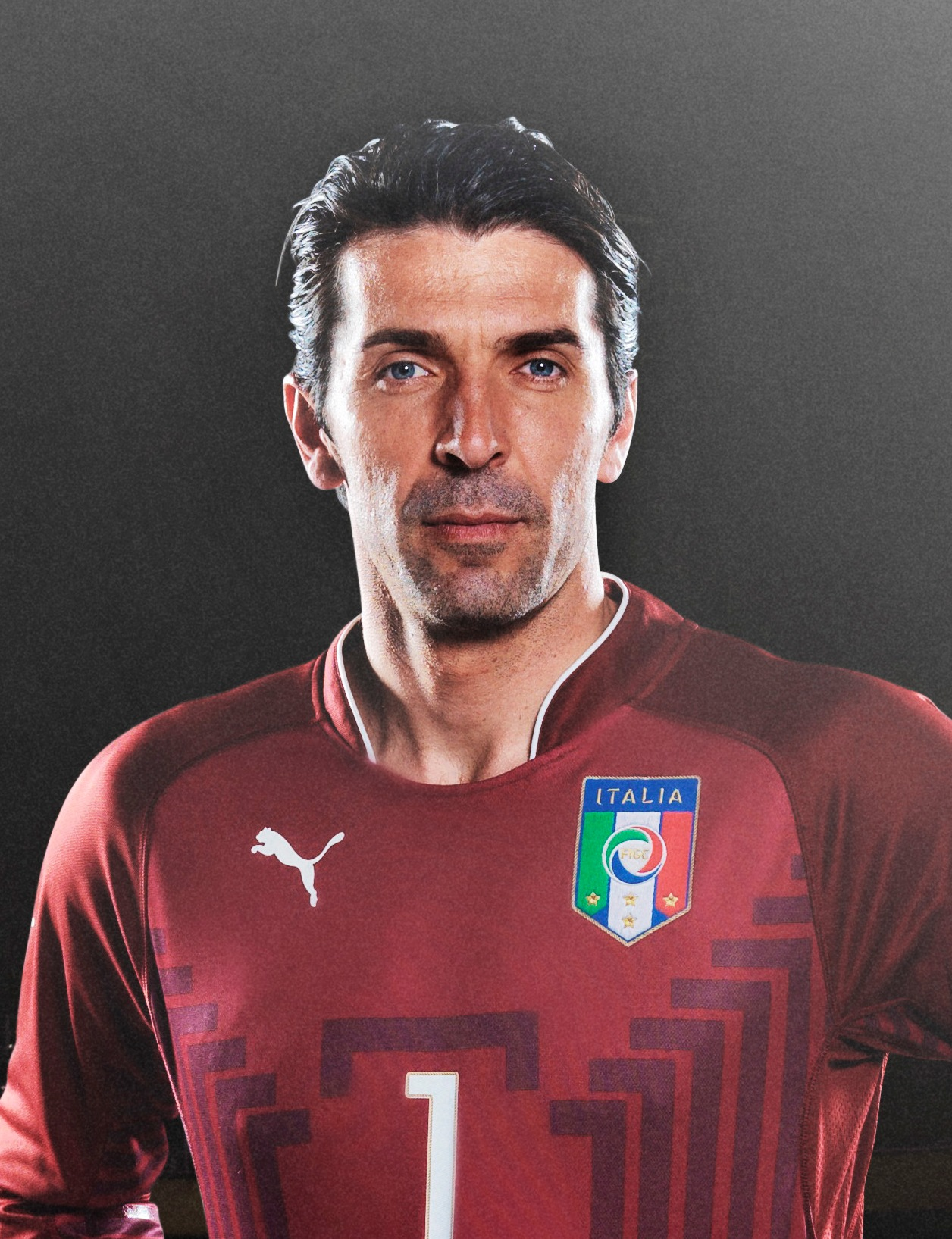
Gianluigi Buffon, 28 saisons de professionnalisme entre 1995 et 2023.

- Pierre Chayriguès est le premier gardien de but français de renom, il a inventé les dégagements aux poings, les sorties dans les pieds des adversaires et surtout le plongeon. Il est le premier gardien français à quitter sa ligne pour anticiper sur les adversaires.
- Le renommé gardien allemand Sepp Maier fut la première victime du Tchèque Antonín Panenka lors des tirs au but éliminatoires lors du Championnat d'Europe de football 1976. Ce joueur, dont le nom est resté dans l'histoire du football, choisit de tirer une balle en « feuille morte » dans le centre des buts de Maier, qui était déjà parti sur son côté gauche.
- Lors de la finale de la Ligue des Champions 2006 opposant Arsenal et le FC Barcelone, l'Allemand Jens Lehmann est le premier gardien de l'histoire de cette compétition à être sanctionné d'un carton rouge (dès la 19e minute). Il était sorti sur le joueur Samuel Eto'o et l'avait déséquilibré un peu avant l'entrée de la surface de réparation.
- Le gardien italien Dino Zoff est le plus vieux vainqueur de la Coupe du monde de football (à 40 ans en 1982). Il ne prendra sa retraite qu'à l'âge de 41 ans pour enchaîner avec une carrière (moins couronnée toutefois) d'entraîneur.
- Le gardien soviétique Lev Yachine, considéré comme le meilleur gardien du XXe siècle, est le seul gardien de but à avoir remporté le Ballon d'or (en 1963). Depuis 2019, le trophée récompensant le meilleur gardien de but sur une saison porte son nom (trophée Yachine).
- L'Espagnol Ricardo Zamora, considéré comme le plus grand gardien de l'entre-deux-guerres. Il est le premier footballeur à devenir un phénomène médiatique, participant à des publicités, à des films. Sa renommée est telle que lorsque Staline apprit que Niceto Alcalá-Zamora avait été nommé à la tête de la Seconde République espagnole, il s'exclama : « Ah ! Le gardien de football »[3].
- Le Roumain Helmuth Duckadam a réussi l'exploit d'arrêter quatre tirs au but en finale de la Coupe d'Europe des Clubs Champions 1986. Il a permis au Steaua Bucarest de devenir la première équipe de l'Est à gagner ce trophée, aux dépens du FC Barcelone. Personne n'a jamais fait aussi bien que Duckadham dans une finale majeure.
- Le gardien brésilien Rogério Ceni, auteur de plus de 1200 matchs sous le maillot de São Paulo, fut connu pour tirer les coups francs et les penalties de son équipe. Étant très performant dans ce domaine, il a ainsi pu inscrire 129 buts au cours de sa carrière faisant de lui le gardien le plus prolifique de l'histoire du football[4].
- Le gardien espagnol Iker Casillas, est le premier gardien à avoir remporté le triplé historique Euro 2008-Mondial 2010-Euro 2012. De plus, il possède le deuxième meilleur ratio de clean sheet (match sans encaisser de but) derrière Lev Yachine. Il est également le recordman du nombre de trophées du Meilleur gardien de football de l'année (IFFHS) remportés avec 5 titres soit un de plus que Gianluigi Buffon, autre grand gardien de l'histoire du football. Par ailleurs, il est aussi le gardien type de l'équipe type de la FIFA, l'UEFA et des journaux L'Équipe et The Guardian de 2007 à 2012.
- Le gardien portugais Vítor Baía est le portier le plus titré de l'histoire du football avec 33 trophées et le second joueur le plus titré tout poste confondu (le premier étant le gallois Ryan Giggs avec 35 titres). Baía remporta avec le FC Porto et le FC Barcelone 11 championnats, 7 coupes nationales, 10 supercoupes, 1 Ligue des champions, 1 Coupe UEFA, 1 Coupe des Coupes, 1 Supercoupe de l'UEFA et 1 Coupe intercontinentale et fait partie des six joueurs ayant remporté la C1, la C2, la C3, la Coupe intercontinentale et la Supercoupe de l'UEFA au moins une fois. En Europe, il devance le néerlandais Edwin van der Sar (25 titres), le danois Peter Schmeichel (24 titres) et l'Allemand Oliver Kahn (23 titres).
- Le gardien allemand Oliver Kahn est le seul gardien à avoir remporté le prix de meilleur joueur de la coupe du monde. C'était en 2002.
- Le gardien costaricain Keylor Navas est le premier portier de la CONCACAF à avoir remporté la Ligue des Champions et est également le premier à l'avoir remporté 3 fois de suite.
- Le gardien égyptien Essam El-Hadari devient le plus vieux gardien à avoir joué un match de la Coupe du monde de football (45 ans en 2018).
- Le gardien allemand Lutz Pfannenstiel est le seul joueur de football à avoir joué sur tous les continents durant sa carrière riche de 31 clubs.
- En France, les carrières professionnelles de Dominique Baratelli, d'Albert Rust, de Jean-Luc Ettori et de Mickaël Landreau se sont étalées sur 19 saisons (Jean-Paul Bertrand-Demanes 18).

### Classement de l'IFFHS
Le classement établi par l'IFFHS recense les vingt meilleurs gardiens du XXe siècle. L'IFFHS détermine également chaque année le « meilleur gardien de football de l'année ». En 2024, l'Argentin Emiliano Martínez obtient cette distinction
.
1. Lev Yachine
2. Gordon Banks
3. Dino Zoff
4. Sepp Maier
5. Ricardo Zamora
6. José Luis Chilavert
7. Peter Schmeichel
8. Peter Shilton
9. František Plánička
10. Amadeo Carrizo
11. Gilmar
12. Ladislao Mazurkiewicz
13. Pat Jennings
14. Ubaldo Fillol
15. Christian Piot
16. Rinat Dasaev
17. Antonio Carbajal
18. Silviu Lung
19. Ray Clemence
20. Walter Zenga

### Gardiens de but nommés auFIFA 100parPelé
- Oliver Kahn
- Gordon Banks
- Jean-Marie Pfaff
- Gianluigi Buffon
- Dino Zoff
- Rinat Dasaev
- Peter Schmeichel
- Rüştü Reçber
- Fabien Barthez

### Gardiens de but classés sur le podium auBallon d'or
- Lev Yachine, Ballon d'or en 1963
- Ivo Viktor, 3e en 1976
- Oliver Kahn, 3e en 2001 et 2002
- Gianluigi Buffon, 2e en 2006
- Manuel Neuer, 3e en 2014

### Gardiens titulaires ayant gagné l'Euro
- Lev Yachine (1960, URSS)
- José Ángel Iribar (1964, Espagne)
- Dino Zoff (1968, Italie)
- Sepp Maier (1972, RFA)
- Ivo Viktor (1976, Tchécoslovaquie)
- Harald Schumacher (1980, RFA)
- Joël Bats (1984, France)
- Hans van Breukelen (1988, Pays-Bas)
- Peter Schmeichel (1992, Danemark)
- Andreas Köpke (1996, Allemagne)
- Fabien Barthez (2000, France)
- Antónios Nikopolídis (2004, Grèce)
- Iker Casillas (2008 et 2012, Espagne)
- Rui Patrício (2016, Portugal)
- Gianluigi Donnarumma (2020, Italie)
- Unai Simón (2024, Espagne)

### Gardiens titulaires ayant gagné la Copa América
- Cayetano Saporiti (1916 et 1917, Uruguay)
- Marcos (1919, Brésil)
- Juan Legnazzi (es) (1920, Uruguay)
- Américo Tesoriere (1921 et 1925, Argentine)
- Júlio Kuntz Filho (1922, Brésil)
- Pedro Casella (1923, Uruguay)
- Andrés Mazali (1924, Uruguay)
- Fausto Batignani (1926, Uruguay)
- Octavio Díaz (1927, Argentine)
- Ángel Bossio (1929, Argentine)
- Enrique Ballestero (1935, Uruguay)
- Juan Honores (1939, Pérou)
- Juan Alberto Estrada (en) (1941, Argentine)
- Aníbal Paz (1942, Uruguay)
- Claudio Vacca (en) (1946, Argentine)
- Julio Cozzi (1947, Argentine)
- Barbosa (1949, Brésil)
- Adolfo Riquelme (es) (1953, Paraguay)
- Julio Musimessi (1955, Argentine)
- Julio Maceiras (1956, Uruguay)
- Rogelio Domínguez (1957, Argentine)
- Osvaldo Negri (1959, Argentine)
- Roberto Sosa (1959, Uruguay)
- Arturo López (1963, Bolivie)
- Ottorino Sartor (1975, Pérou)
- Roberto Fernández (1979, Paraguay)
- Rodolfo Rodríguez (1983, Uruguay)
- Eduardo Pereira (1987, Uruguay)
- Cláudio Taffarel (1989, Brésil)
- Sergio Goycochea (1991 et 1993, Argentine)
- Fernando Álvez (1995, Uruguay)
- Cláudio Taffarel (1997, Brésil)
- Dida (1999, Brésil)
- Óscar Córdoba (2001, Colombie)
- Júlio César (2004, Brésil)
- Doni (2007, Brésil)
- Fernando Muslera (2011, Uruguay)
- Claudio Bravo (2015 et 2016, Chili)
- Alisson (2019, Brésil)
- Emiliano Martinez (2021 et 2024, Argentine)

### Gardiens titulaires ayant gagné la Coupe d'Asie des nations
- Ham Heung-chul (1956 et 1960, Corée du Sud)
- Yitzhak Vissoker (1964, Israël)
- Aziz Asli (1968, Iran)
- Nasser Hejazi (1972, Iran)
- Mansour Rashidi (1976, Iran)
- Jasem Bahman (1980, Koweït)
- Abdullah Al-Deayea (en) (1984 et 1988, Arabie Saoudite)
- Shigetatsu Matsunaga (1992, Japon)
- Mohamed Al-Deayea (1996, Arabie Saoudite)
- Yoshikatsu Kawaguchi (2000 et 2004, Japon)
- Noor Sabri (2007, Irak)
- Eiji Kawashima (2011, Japon)
- Mathew Ryan (2015, Australie)
- Saad Al-Sheeb (2019, Qatar)
- Meshaal Barsham (2023, Qatar)

### Gardiens titulaires ayant gagné la coupe des confédérations de football
- Sergio Goycochea : 2 matchs (1992, Argentine)
- Mogens Krogh : 2 matchs (1995, Danemark)
- Lars Høgh : 2 matchs (1995, Danemark)
- Dida : 5 matchs (1997, Brésil) et 4 matchs (2005, Brésil)
- Jorge Campos : 5 matchs (1999, Mexique)
- Ulrich Ramé : 3 matchs (2001, France)
- Mickaël Landreau : 1 match (2001, France) et 1 match (2003, France)
- Grégory Coupet : 1 match (2001, France) et 2 matchs (2003, France)
- Fabien Barthez : 2 matchs (2003, France)
- Marcos : 1 match (2005, Brésil)
- Julio César : 5 matchs (2009 et 2013, Brésil)
- Bernd Leno : 1 match (Allemagne, 2017)
- Marc-André ter Stegen : 4 matchs (Allemagne, 2017)

### Gardiens titulaires ayant gagné la Coupe du monde de football
- Enrique Ballestero (1930, Uruguay)
- Gianpiero Combi (1934, Italie)
- Aldo Olivieri (1938, Italie)
- Roque Máspoli (1950, Uruguay)
- Anton Turek (1954, RFA)
- Gilmar (1958 et 1962, Brésil)
- Gordon Banks (1966, Angleterre)
- Félix (1970, Brésil)
- Sepp Maier (1974, RFA)
- Ubaldo Fillol (1978, Argentine)
- Dino Zoff (1982, Italie)
- Nery Pumpido (1986, Argentine)
- Bodo Illgner (1990, RFA)
- Cláudio Taffarel (1994, Brésil)
- Fabien Barthez (1998, France)
- Marcos (2002, Brésil)
- Gianluigi Buffon (2006, Italie)
- Iker Casillas (2010, Espagne)
- Manuel Neuer (2014, Allemagne)
- Hugo Lloris (2018, France)
- Emiliano Martinez (2022, Argentine)

### Gardiennes titulaires ayant gagné la Coupe du monde féminine de football
- Mary Harvey (1991, États-Unis)
- Bente Nordby (1995, Norvège)
- Briana Scurry (1999, États-Unis)
- Silke Rottenberg (2003, Allemagne)
- Nadine Angerer (2007, Allemagne)
- Ayumi Kaihori (2011, Japon)
- Hope Solo (2015, États-Unis)
- Alyssa Naeher (2019, États-Unis)
- Cata Coll (2023, Espagne)

### Meilleur gardien de la Coupe du monde
Dès la création de la Coupe du monde, un gardien est nommé meilleur gardien du tournoi, en étant incorporé dans l'équipe du tournoi : 
- Enrique Ballestero en 1930
- Ricardo Zamora en 1934
- František Plánička en 1938
- Roque Máspoli en 1950
- Gyula Grosics en 1954
- Harry Gregg en 1958
- Viliam Schrojf en 1962
- Gordon Banks en 1966
- Ladislao Mazurkiewicz en 1970
- Jan Tomaszewski en 1974
- Ubaldo Fillol en 1978
- Dino Zoff en 1982
- Harald Schumacher en 1986
- Sergio Goycochea en 1990
- Michel Preud'homme en 1994
- Fabien Barthez en 1998
- Oliver Kahn en 2002
- Gianluigi Buffon en 2006
- Iker Casillas en 2010
- Manuel Neuer en 2014
- Thibaut Courtois en 2018
- Emiliano Martinez en 2022

### Gardiens champion du monde et vainqueur de l'Euro
- Sepp Maier (RFA, le premier)
- Dino Zoff (Italie)
- Fabien Barthez (France, ainsi que des Confédérations)
- Iker Casillas (Espagne)

### Gardiens champion du monde et vainqueur de la Copa America
- Cláudio Taffarel (Brésil)
- Marcos (Brésil)
- Emiliano Martinez (Argentine)

### Gardiens champion du monde et vainqueur de la Ligue des Champions UEFA
- Sepp Maier (RFA)
- Bodo Illgner (Allemagne)
- Fabien Barthez (France)
- Iker Casillas (Espagne)
- Manuel Neuer (Allemagne)

Trophée Lev Yachine
Le trophée du meilleur gardien de but de la Coupe du monde de football a été créé en 1994. Il a été nommé en mémoire de l'ancien gardien soviétique (mort en 1990). Il est décerné par un jury constitué d'anciens joueurs et d'entraîneurs, membres du groupe d'étude technique de la FIFA. Il a été attribué à : 
- Michel Preud'homme en 1994
- Fabien Barthez en 1998
- Oliver Kahn en 2002
- Gianluigi Buffon en 2006
- Iker Casillas en 2010
- Manuel Neuer en 2014
- Thibaut Courtois en 2018
- Emiliano Martinez en 2022

## Le gardien de but et la science
Le football a fait l'objet de très nombreuses études scientifiques ou documentaires. Parmi celles-ci, certaines ont porté sur le gardien de but (plus rarement sur les gardiennes), son rôle dans l'équipe, ses capacités physiques (taille, poids, indice de masse corporelle, pourcentage de graisse corporelle, souplesse, réflexes, vitesse, agilité, puissance musculaire et cardiaque, capacité aérobie et anaérobie... ), capacités proprioceptives et psychologiques, son entraînement, son état mental dans certaines circonstances, face à un penalty par exemple, quand il doit tenter de deviner ce que son "adversaire"  va faire ou tenter de le distraire,, la manière dont il prend ses décisions ou dont on peut évaluer ses décisions. On a ainsi montré à partir d'un échantillon d'une cinquantaine de gardiens que chez les jeunes (14-20 ans), le poids et la taille du gardien sont plus élevés en moyenne que ceux des attaquants, et que leur taux de graisse corporelle est également plus élevé que chez tous les autres postes, alors que leur souplesse, agilité, puissance anaérobie, capacité anaérobie et valeurs de récupération sont comparables avec celles des autres joueurs. À partir de 17 ans leur temps de sprint sur 30 m était aussi le plus lent parmi les joueurs.
Des études spécifiques ont porté sur ses gants. Récemment, des études ont montré que des maillots de gardien de couleurs fluo avaient tendance à grandir la taille des gardiens aux yeux des attaquants et d'attirer leur regard lors de la frappe, donc d'attirer par extension la balle sur eux.